# Hooker's Journal of Botany and Kew Garden Miscellany
Hooker's Journal of Botany and Kew Garden Miscellany (abreviado Hooker's J. Bot. Kew Gard. Misc.) es una serie de nueve volúmenes con ilustraciones y descripciones botánicas que fue escrito por William Jackson Hooker y publicado en los años 1849-1857. Estuvo precedido por London Journal of Botany.